# Richard M. Cooper
Richard Matlack Cooper (* 29. Februar 1768 im Gloucester County, Province of New Jersey; † 10. März 1843 in Camden, New Jersey) war ein US-amerikanischer Politiker. Zwischen 1829 und 1833 vertrat er den Bundesstaat New Jersey im US-Repräsentantenhaus.

## Werdegang
Richard Cooper besuchte die öffentlichen Schulen seiner Heimat. Später arbeitete er im Bankgewerbe. Zwischen 1795 und 1799 war er auch amtlicher Leichenbeschauer (Coroner). Von 1803 bis 1823 fungierte er als Richter im Gloucester County. Zwischen 1813 und 1842 war Cooper Präsident der State Bank of New Jersey in Camden. Gleichzeitig begann er eine politische Laufbahn. Zwischen 1807 und 1810 saß er als Abgeordneter in der New Jersey General Assembly. In den 1820er Jahren schloss er sich der Bewegung gegen den späteren Präsidenten Andrew Jackson an. Am Ende dieses Jahrzehnts wurde er Mitglied der kurzlebigen National Republican Party.
Bei den Kongresswahlen des Jahres 1828 wurde Cooper für den ersten Sitz von New Jersey in das US-Repräsentantenhaus in Washington, D.C. gewählt, wo er am 4. März 1829 die Nachfolge von Thomas Sinnickson antrat. Nach einer Wiederwahl konnte er bis zum 3. März 1833 zwei Legislaturperioden im Kongress absolvieren. Nach dem Amtsantritt von Präsident Jackson im Jahr 1829 wurde innerhalb und außerhalb des Kongresses heftig über dessen Politik diskutiert. Dabei ging es um die umstrittene Durchsetzung des Indian Removal Act, den Konflikt mit dem Staat South Carolina, der in der Nullifikationskrise gipfelte, und die Bankenpolitik des Präsidenten.
Im Jahr 1832 verzichtete Richard Cooper auf eine erneute Kandidatur. Nach dem Ende seiner Zeit im US-Repräsentantenhaus zog er sich aus der Politik zurück. Er starb am 10. März 1843 in Camden, wo er auch beigesetzt wurde.